# Victor Pouchet
Pour les articles homonymes, voir Pouchet.
Victor Pouchet est un écrivain français né à Paris le 8 mai 1985.

## Biographie
Victor Pouchet est né le 8 mai 1985 à Paris. Agrégé de lettres modernes, ancien élève de l’École normale supérieure de Lyon après une khâgne au lycée Fénelon de Paris, il commence une thèse sur les descendants de Stendhal dans la critique au XXe siècle, puis l’abandonne pour commencer à Brest, avec deux amis, un « Tour du Monde de France de Bretagne » à pied par étapes annuelles, prévu pour s’achever en 2060. Il a été programmateur à la Maison de la Poésie de Paris entre 2013 et 2024.
Son premier roman, Pourquoi les oiseaux meurent , raconte une enquête sur une pluie d'oiseaux morts survenue dans la banlieue de Rouen. Publié aux éditions Finitude, il a reçu le Prix littéraire de Trouville.
Son deuxième roman, Autoportrait en chevreuil  est paru en 2020 aux éditions Finitude. Il figure dans la sélection du prix du Roman des étudiants France Culture-Télérama et a reçu le prix Prix Blù Jean-Marc Roberts et le Prix Jesus Paradis.
En 2021, paraît aux éditions Grasset La Grande aventure, un roman-poème. Le livre est préfacé par Hervé Le Tellier.
En 2024, paraît aux éditions Gallimard le roman-poème L'Option légère. Le livre reçoit le prix La Ponche .
Pour la jeunesse, il a publié à l’École des loisirs Le Tsarévitch aux pieds rapides , illustré par Violaine Leroy. Puis, il a publié Lancelot Dulac , Mille nuits, plus une et Oncle Kid, tous  illustrés par Patrice Killoffer.
Victor Pouchet a été collaborateur au Magazine littéraire et à Minuit dix, émission culturelle quotidienne de France Culture. Entre 2018 et sa onzième édition en 2022, il a été membre du jury du prix de la Page 111 qui récompense l'auteur de la page 111 d'un roman paru à l'occasion de la rentrée littéraire d'automne.
Il réalise également des ultra-courts-métrages. Ils ont été notamment projetés au Jeu de Paume et à la Maison de la Poésie lors d'une soirée ciné-poème.

## Œuvres

### Romans
- Pourquoi les oiseaux meurent, roman, 2017, Éditions Finitude  (ISBN 978-2-7096-6081-5)[14] et Le livre de poche, 2019 [15]
- Autoportrait en chevreuil, roman, 2020, Éditions Finitude,  (ISBN 978-2-36339-138-4) et Le livre de poche, 2022[16]
- La Grande aventure, roman-poème, préface de Hervé Le Tellier, 2021, Éditions Grasset,  (ISBN 9782246829539)
- L'Option légère, roman-poème, 2024, Éditions Gallimard  (ISBN 9782073059673)

### Jeunesse
- Le Tsarévitch aux pieds rapides, illustré par Violaine Leroy, 2019, L'École des loisirs,  (ISBN 978-2-2112-3922-6)
- Lancelot Dulac, illustré par Killoffer, 2020, L'École des loisirs,  (ISBN 9782211310598)
- Mille nuits, plus une, illustré par Killoffer, 2021, L'École des loisirs,  (ISBN 9782211312387)
- Oncle Kid : O comme Ouragan, K comme Courage, illustré par Killoffer, 2023, L'École des loisirs,  (ISBN 9782211331821)
- Oncle Kid : O comme Otage, K comme Corsica, illustré par Killoffer, 2024, L'École des loisirs,  (ISBN 9782211337595)

## Prix et distinctions
- 2018 : Lauréat du prix Trouville-Pavillon Augustine pour Pourquoi les oiseaux meurent[17].
- 2020 : Lauréat du prix Blù Jean-Marc Roberts pour Autoportrait en chevreuil[18].
- 2020 : Sélection du prix du Roman des étudiants France Culture Télérama pour Autoportrait en chevreuil.
- 2021 : Lauréat du prix JesusParadis pour Autoportrait en chevreuil[4].
- 2024 : Lauréat du prix La Ponche pour L'Option légère[7].